# Adoxia insolita
Adoxia insolita es un coleóptero de la familia Chrysomelidae. Fue descrita científicamente por primera vez en 1914 por Broun.